# Гвладис Ди
Гвладис Ди или Глэдис Ду (англ. Gwladus Ddu; 1206—1251, Виндзор, Беркшир, Королевство Англия) — дочь князя Гвинеда и всего Уэльса Лливелина ап Иорверта, которая была последовательно женой двух баронов Валлийской марки — Реджинальда де Браоза и Ральфа Мортимера.

## Биография
По отцу Гвладис принадлежала к династии Коэла Старого. Относительно личности её матери единого мнения нет. Согласно Адаму из Аска, Гвладис была дочерью жены Лливелина Джоанны и соответственно внучкой короля Англии Джона Безземельного. Другие источники называют её матерью Тангуистл Рыжую, любовницу Лливелина. Аргументом в пользу первого мнения является то, что Джоанна завещала свои владения именно Гвладис.
О жизни Гвладис до первого брака ничего не известно. Её отец, стараясь поддерживать мир с английскими баронами Валлийской Марки, выдал дочь в 1215 или 1216 году за одного из них — Реджинальда де Браоза, но идея союза осталась нереализованной: Браоз, опираясь на поддержку английской короны, продолжил свою экспансию в Уэльсе. Он умер в 1228 году. Позже князь Гвинеда выдал дочь за другого английского барона — Ральфа де Мортимера. Её приданым стали владения Кери и Кедевин.
Гвладис пережила и второго мужа. Она умерла в 1251 году в Виндзоре в Беркшире.

## Потомки
Первый брак Гвладис Ди оказался бездетным. От второго брака родились четверо сыновей:
- Роджер Мортимер, 1-й барон Вигмор (1231—1282)[5];
- Хью Мортимер;
- Джон Мортимер;
- Петер Мортимер.